# Нагорські (герб)

Нагорські – шляхетський герб, що помилково вважається різновидом герба Остоя.

## Опис герба
В червоному полі, між двома золотими місяцями рогами в сторони, меч, із золотим руків'ям і головні срібло. Клейнод – чорний дракон, із червоним вогнем.

## Найбільш ранні згадки
Нобілітація у шляхетство Станіслава Нагорського, міщанина сандомирського 15 квітня 1590.

## Рід
Нагорські.